# 南方铁杉
南方铁杉（学名：Tsuga chinensis var. tchekiangensis）为松科铁杉属下的一个变种。

## 扩展阅读
- 維基物種上的相關：南方铁杉